# Pieve Fosciana
Pieve Fosciana ist eine italienische Gemeinde mit 2221 Einwohnern (Stand 31. Dezember 2023) in der Provinz Lucca in der Toskana.

## Geografie

Lage der Gemeinde Pieve Fosciana in der Provinz Lucca

Die Gemeinde liegt auf einer kleinen Ebene im östlichen oberen Serchiotal in der Landschaft der Garfagnana. Der Ort liegt etwa 33 km nördlich der Provinzhauptstadt Lucca und rund 80 km nordwestlich der Regionalhauptstadt Florenz in der klimatischen Einordnung italienischer Gemeinden in der Zone E, 2 448 GG. Wichtige Gewässer im Gemeindegebiet sind die Torrenti Corfino (2 von 12 km im Gemeindegebiet), Torrente di Castiglione (2 von 15 km im Gemeindegebiet) und Sillico (13 von 13 km im Gemeindegebiet), allesamt linke Nebenflüsse des Serchio, der 5 von seinen 106 km im Gemeindegebiet verbringt.
Zu den Ortsteilen gehören die Fraktionen (Frazioni) Pontecosi (321 m, ca. 230 Einwohner) und Sillico (711 m, ca. 100 Einwohner). Der Hauptort Pieve Fosciana hat ca. 1800 Einwohner.
Die Nachbargemeinden sind Camporgiano, Castelnuovo di Garfagnana, Castiglione di Garfagnana, Fosciandora, Pievepelago (MO), San Romano in Garfagnana und Villa Collemandina.

## Geschichte
Der Ort wurde zur Zeit der Langobarden im 8. Jahrhundert erstmals urkundlich erwähnt. Die Pfarrkirche war ein Zentrum der Gegend und gab dem Ort den Namen. Pieve bedeutet Pfarrei. Im 15. Jahrhundert schloss sich der Ort, der bis dahin zu Lucca gehörte, dem Herrschaftsgebiet der Familie Este an. In der napoleonischen Zeit wurden die Orte Sillico, Bargecchia und Pontecosi eingemeindet.
Gegen Ende des Zweiten Weltkriegs lag Pieve Fosciana im Bereich der Gotenlinie.

## Sehenswürdigkeiten

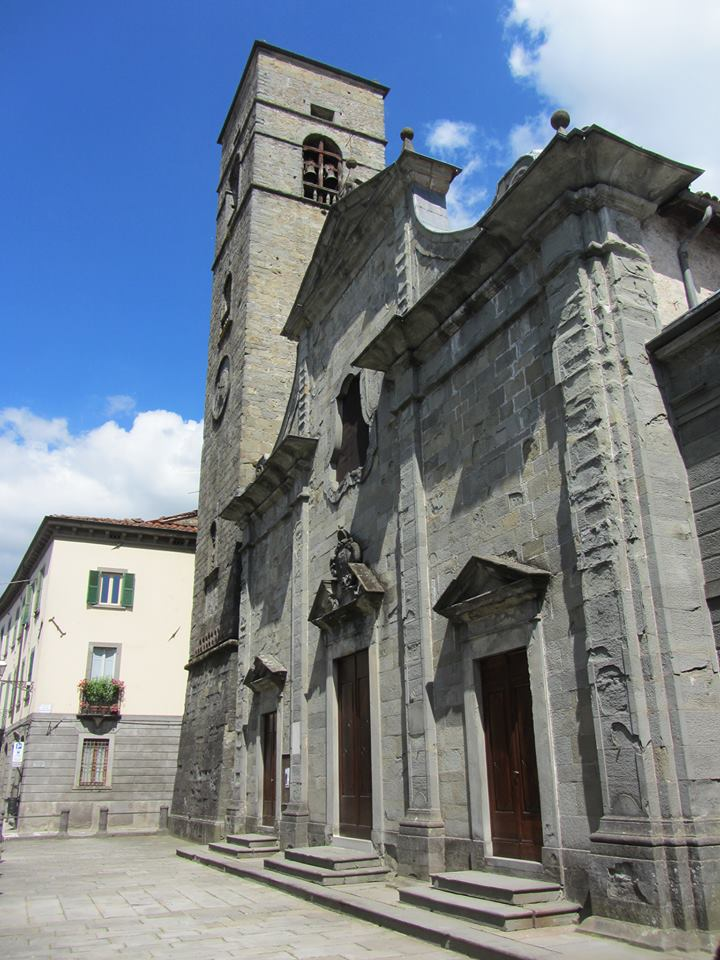
Die Pieve San Giovanni Battista im Ortskern

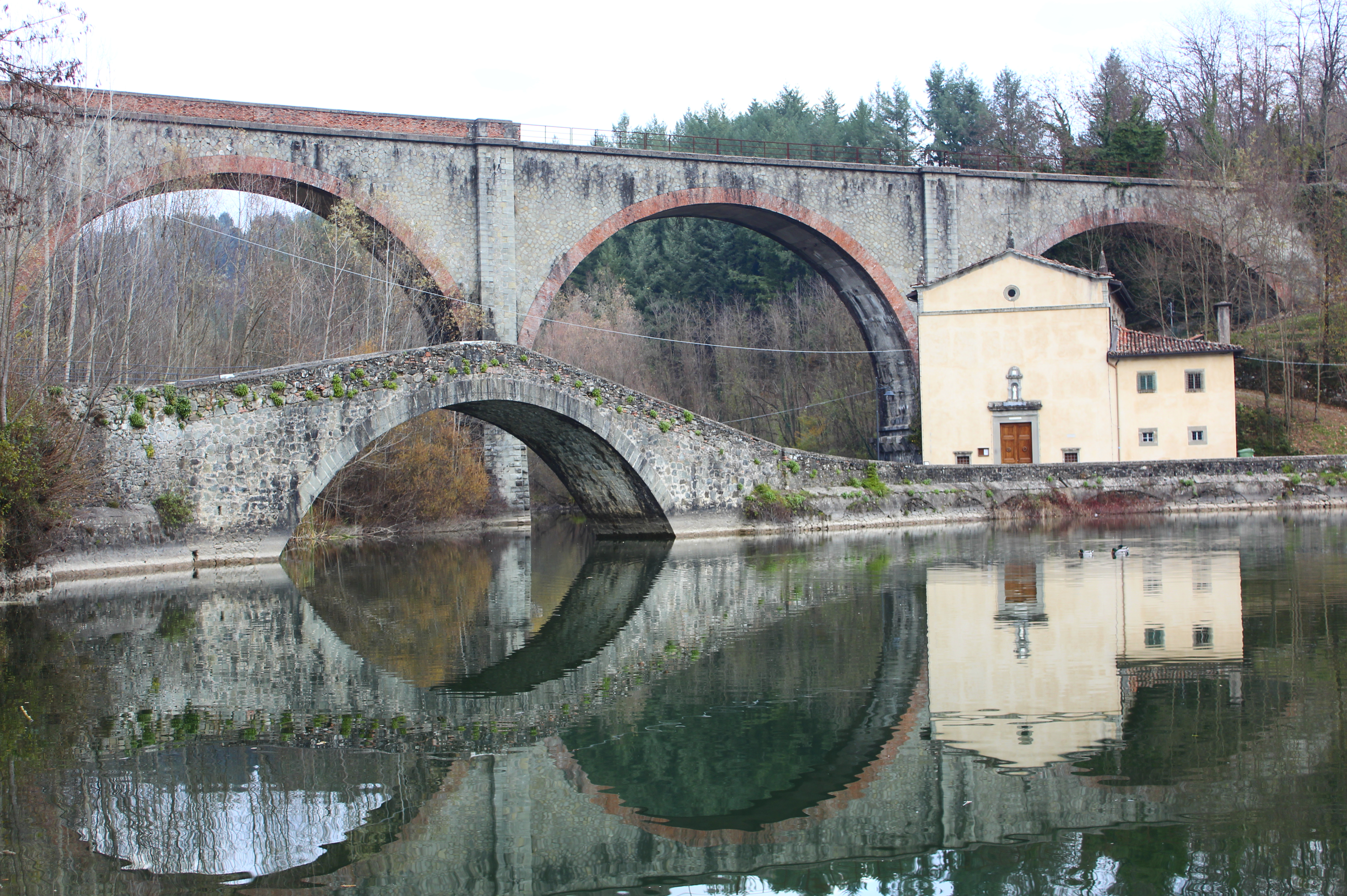
Die Kirche Madonna delle Grazie und Ponte della Madonna (vorn)

- Pieve di San Giovanni Battista, Hauptkirche im Hauptort. Die Pieve wurde 746 erstmals dokumentiert und soll von Frediano von Lucca gegründet worden sein. Bis ins 10. Jahrhundert war sie dem San Cassiano geweiht, erst dann dem Johannes der Täufer. Das heutige Gebäude entstand im 13. Jahrhundert. Enthält eine Verkündigungsszene von Andrea della Robbia.[5]
- Chiesa di San Lorenzo, Kirche im Ortsteil Sillico, die bereits 1158 in einem Schriftstück von Papst Alexander III. dokumentiert wurde.[6]
- Rocca di Sillico, Befestigungsanlage im Ortsteil Sillico mit mittelalterlichem Wehrturm (ca. 12./13. Jahrhundert, heute nur noch als Ruine vorhanden) und zwei Zugangstoren.[7]
- Chiesa di San Magno, Kirche im Ortsteil Pontecosi, die bereits 954 erwähnt wurde und zunächst der Santa Felicita geweiht war.[8]
- Lago di Pontecosi, Stausee des Serchio nahe dem Ortsteil Pontecosi, der 1925 entstand und von der Enel betrieben wird.
- Ponte della Madonna, mittelalterliche Brücke im Ortsteil Pontecosi[9], die über den Torrente Corfino an dessen Zufluss in den Lago di Pontecosi bzw. den Serchio führt.
- Chiesa della Madonna delle Grazie, auch Madonna del Ponte genannt, Kirche im Ortsteil Pontecosi nahe der Brücke.[9]
- Madonna Addolorata, Kirche in Pontecosi
- Chiesa di San Regolo, bereits 1168 erwähnte Kirche in Bargecchia.[9]

## Verkehr
Der Ort ist über die Haltestellen Villetta-San Romano in Villetta (ca. 2 km von Pontecosi) und Castelnuovo Garfagnana (ca. 2 km von Pieve Fosciana) an die Bahnstrecke Aulla Lunigiana–Lucca angeschlossen.

## Söhne und Töchter der Gemeinde
- Carlo Aldini (1894–1961), Filmschauspieler
- Ermete Pierotti (1820–1880), Ingenieur, Architekt und Mathematiker